# Eberstadt
Eberstadt (tiếng Đức: [ˈeːbɐʃtat] ⓘ) là một thị xã nằm ở huyện Heilbronn, bang Baden-Württemberg, Đức. Đô thị này có diện tích 12,5 km², dân số thời điểm 31 tháng 12 năm 2020 là 3115 người. Nơi đây nổi tiếng với nghề trồng nho và là địa điểm tổ chức cuộc thi nhảy cao quốc tế thường niên (Internationales Hochsprung-Meeting Eberstadt).